# Szymon Szymański (piłkarz)
Szymon Szymański (ur. 13 kwietnia 1996 w Bielsku-Białej) – polski piłkarz grający na pozycji obrońcy w polskim klubie Ruch Chorzów. W swojej karierze grał również na pozycji pomocnika.                                                                                              

## Kariera piłkarska
Jest wychowankiem Rekordu Bielsko-Biała. W swojej karierze grał również w takich klubach jak Podbeskidzie Bielsko-Biała, Skra Częstochowa i od 2023 w Ruchu Chorzów.

## Statystyki kariery

### Klubowe
Aktualne na dzień 30 listopada 2024
| Klub                       | Sezon              | Liga               | Liga  | Liga   | Puchar Polski | Puchar Polski | Suma  | Suma   |
| Klub                       | Sezon              | Liga               | Mecze | Bramki | Mecze         | Bramki        | Mecze | Bramki |
| -------------------------- | ------------------ | ------------------ | ----- | ------ | ------------- | ------------- | ----- | ------ |
| Rekord Bielsko-Biała       | 2016/17            | III liga           | 6     | 0      | –             | –             | 6     | 0      |
| Rekord Bielsko-Biała       | 2017/18            | III liga           | 16    | 4      | –             | –             | 16    | 4      |
| Rekord Bielsko-Biała       | 2018/19            | III liga           | 29    | 4      | –             | –             | 29    | 4      |
| Rekord Bielsko-Biała       | 2019/20            | III liga           | 17    | 8      | 2             | 1             | 19    | 9      |
| Rekord Bielsko-Biała       | 2020/21            | III liga           | 32    | 16     | –             | –             | 32    | 16     |
| Rekord Bielsko-Biała       | Ogółem             | Ogółem             | 100   | 32     | 2             | 1             | 102   | 33     |
| Podbeskidzie Bielsko-Biała | 2016/17            | I liga             | 4     | 1      | –             | –             | 4     | 1      |
| Podbeskidzie Bielsko-Biała | Ogółem             | Ogółem             | 4     | 1      | 0             | 0             | 4     | 1      |
| Skra Częstochowa           | 2021/22            | I liga             | 27    | 2      | 1             | 0             | 28    | 2      |
| Skra Częstochowa           | 2022/23            | I liga             | 28    | 2      | –             | –             | 28    | 2      |
| Skra Częstochowa           | Ogółem             | Ogółem             | 55    | 4      | 1             | 0             | 56    | 4      |
| Ruch Chorzów               | 2023/24            | Ekstraklasa        | 31    | 0      | –             | –             | 31    | 0      |
| Ruch Chorzów               | 2024/25            | I liga             | 19    | 1      | 3             | 0             | 22    | 1      |
| Ruch Chorzów               | Ogółem             | Ogółem             | 50    | 1      | 0             | 0             | 53    | 1      |
| Ogólnie w karierze         | Ogólnie w karierze | Ogólnie w karierze | 209   | 38     | 3             | 1             | 215   | 39     |